# Strumigenys zakharovi
Strumigenys zakharovi är en myrart som beskrevs av Gennady M. Dlussky 1993. Strumigenys zakharovi ingår i släktet Strumigenys och familjen myror. Inga underarter finns listade i Catalogue of Life.